# 2392 Джонатан Мюррей
2392 Джонатан Мюррей (2392 Jonathan Murray) — астероїд головного поясу, відкритий 25 червня 1979 року.
Тіссеранів параметр щодо Юпітера — 3,544.